# Musica classica del XXI secolo
La musica classica del XXI secolo è la musica colta, nella tradizione classica contemporanea, prodotta dal 2000.
Alcune conquiste linguistiche e grammaticali del secolo precedente sono state mantenute; tra queste: il postmodernismo, il polistilismo e l'eclettismo, che anelano alla congiunzione di vari stili, indipendentemente dal fatto che siano "classici" o meno: questi tentativi hanno condotto a un progressivo abbattimento delle barriere stilistiche. Fra le varie influenze vanno annoverati il rock, il pop, il jazz e le tradizioni di danza associate a questi. La combinazione di musica classica e multimedialità è un'altra pratica rilevante del XXI secolo, insieme a Internet e tecnologie relative. Maggior peso musicale acquisisce la figura della compositrice.

## Composizione nel XXI secolo
Come la definizione Musica classica del XX secolo, così quella di "Musica classica del XXI secolo" è determinata da una convenzione cronologica e non fa riferimento a stili storicamente codificati, come ad esempio il Barocco e il Romanticismo, bensì a tutta la musica colta prodotta dal 2000 in poi. I musicologi sostengono che si possa parlare di musica contemporanea per tutta la produzione autoriale che inizi dal 1975 o dal 1945, a seconda della prospettiva adottata.

### Storia
Durante il XX secolo i compositori furono influenzati da nuove tecniche di scrittura; così, mentre Debussy subiva il fascino dalla musica di una troupe teatrale vietnamita e dei gamelan giavanese, altri musicisti s'interessavano a musiche di altre culture. Schönberg e la Seconda Scuola viennese svilupparono il sistema dodecafonico, già intuito da Josef Matthias Hauer. Varèse, Stockhausen e Xenakis contribuirono alle ricerche pionieristiche della musica elettronica, mentre il jazz e la musica popolare dell'ovest diventarono sempre più importanti come veri e propri generi a sé stanti. Negli Stati Uniti, eredi della lezione sperimentale di Charles Ives, La Monte Young sperimentò la performance art mentre John Cage applicò l'I Ching alla propria musica. Reich e Glass, in opposizione alla musica d'avanguardia europea, contribuirono alla definizione stilistica del minimalismo. Generi e stili si diversificavano sempre più con il progredire del secolo.
Questa tendenza proseguì nel XXI secolo: nel 2009 la BBC Music Magazine chiese a dieci compositori, per lo più anglofonii (John Adams, Julian Anderson, Henri Dutilleux, Brian Ferneyhough, Jonathan Harvey, James MacMillan, Michael Nyman, Roxanna Panufnik, Einojuhani Rautavaara e John Tavener), di discutere le ultime tendenze della musica classica occidentale. L'opinione generale fu che nessuno stile particolare fosse favorito e che l'individualità stilistica avrebbe dovuto essere incoraggiata. Le opere di ciascuno di questi compositori rappresentano aspetti diversi della musica di questo secolo, ma le loro conclusioni teoriche furono unanimi: la differenziazione stilistica in musica non è più categorizzabile o limitabile. Nella sua intervista alla rivista, Dutilleux sostenne che "c'è solo musica buona o cattiva, sia seria che popolare". Come detto, la musica del XXI secolo è in gran parte postmodernista, eppure è ancora difficile incoraggiare il pubblico all'ascolto della musica contemporanea; ciò vale non solo per la musica occidentale ma anche per la musica classica indiana.

### Stili musicali e influenza
Il postmodernismo continua ad esercitare un'influenza sui compositori nel XXI secolo. Stili sviluppati nel XX secolo, come il minimalismo (Philip Glass, Michael Nyman, Steve Reich), postminimalismo (Louis Andriessen, Gavin Bryars, John McGuire, Pauline Oliveros (morta nel 2016), Julia Wolfe), la Nuova Complessità (James Dillon, Brian Ferneyhough) e la Nuova Semplicità (Wolfgang Rihm) continuano a essere sviluppati.
Il polistilismo e l'eclettismo musicale sono tendenze in crescita nel XXI secolo. Combinano elementi di diversi generi musicali e tecniche compositive, spesso estranee alla cultura propria dei compositori, in un corpo di opere unificato e coerente. I compositori spesso hanno iniziato la loro carriera musicale in una disciplina e in seguito hanno migrato o ne hanno abbracciato altre, pur mantenendo elementi importanti della precedente disciplina. In alcuni casi un compositore ora etichettato come "classico" potrebbe aver iniziato in un'altra disciplina. Ad esempio è difficile da scegliere un'etichetta specifica per la musica di John Zorn: ha iniziato come artista performativo e si è mosso attraverso vari generi tra cui jazz, hardcore punk, musica da film e classica e spesso abbraccia elementi musicali ebraici. Tutti questi stili diversi appaiono nelle sue opere. Julian Anderson combina elementi di molti generi e pratiche musicali diverse nelle sue opere. Elementi di modernismo, musica spettrale e musica elettronica sono combinati con elementi della musica popolare dell'Europa orientale e le opere risultanti sono spesso influenzate dalla modalità dei raga indiani. Il suo grande Book of Hours per 20 strumentisti e live electronics è stato presentato per la prima volta nel 2005. Anche la musica di Tansy Davies fonde elementi di musica pop e classica. Prince e Iannis Xenakis sono entrambe influenze importanti. L'opera di Kati Agócs per coro e orchestra La Debrecen Passion (2015) contorna le ambientazioni poetiche di Szilárd Borbély con testi mistici di origine medievale latina, ungherese e georgiana, oltre a una preghiera cabalistica.
I compositori sono influenzati da tutto il mondo. Per esempio, nel 2002 La Monte Young, insieme a Marian Zazeela e al discepolo più anziano Jung Hee Choi fondarono il Just Alap Raga Ensemble che esegue musica classica indiana della Kirana Gharana e fonde le tradizioni della musica classica occidentale e indonesiana, con l'applicazione da parte di Young del suo approccio compositivo all'esecuzione, alla forma e alla tecnica del raga tradizionale.
Anche altri compositori hanno attinto a diverse influenze culturali e religiose. Ad esempio John Tavener (morto nel 2013) trasse ispirazione dal misticismo orientale e dalla musica della Chiesa ortodossa e James MacMillan è influenzato sia dalla musica tradizionale scozzese che dalla sua fede cattolica. In modo più astratto, collegamenti religiosi e mistici si trovano anche nelle opere di Sofia Gubaidulina, un membro devoto della chiesa ortodossa russa. Anche l'influenza della musica elettronica, la numerologia, la strumentazione insolita e le tecniche di improvvisazione sono evidenti. Le canzoni marxiste servono come materiale di base a Konrad Boehmer in molte opere. Roman Turovsky-Savchuk è influenzato dalla sua eredità ucraina e dalla musica barocca. Compone per liuto, orpharion e torban ed è un sostenitore dello storicismo musicale; ha collaborato con Hans Kockelmans e il New York Bandura Ensemble guidato da Julian Kytasty. Tan Dun, più noto per le sue colonne sonore dei film La tigre e il dragone ed Hero, cerca di collegare le culture buddista, cristiana e altre culture nelle sue opere. Le sue opere spesso incorporano elementi audiovisivi.
I compositori trovano ispirazione anche da altre fonti. La musica di John Luther Adams (un ambientalista dell'Alaska senza alcuna relazione con l'altro John Adams discusso in questo articolo) è influenzata dalla natura, specialmente dalla sua nativa Alaska. La sua sinfonia vincitrice del premio Pulitzer Become Ocean è stata ispirata dal cambiamento climatico. Frank's House di Andrew Norman cerca di evocare l'architettura della casa di Frank Gehry a Santa Monica.
Péter Eötvös impiega una varietà di timbri e mondi sonori nella sua musica. Tecniche estese come gli archeggi di sovrappressione coesistono con canzoni folk liriche e suoni sintetizzati.
I compositori hanno persino creato mash-up, che si trovano più comunemente nella musica pop. The Enchanted Island di Jeremy Sams ne è un esempio: trae ispirazione da Handel, Vivaldi, Rameau e altri compositori barocchi per creare una combinazione di pasticcio e collage musicale che combina anche il barocco e il moderno nella sua messa in scena e costume. Secondo A History of Western Music, "mette in discussione idee di autorialità e originalità, facendone un lavoro completamente postmoderno".
La musica di Osvaldo Golijov spesso combina le tradizioni classiche, moderne e popolari in un unico lavoro, sovrapponendo stili contrastanti, una tendenza importante nella musica degli anni '60 in poi.

#### Opera
John Adams, George Benjamin, Osvaldo Golijov, Cristóbal Halffter, James MacMillan, Einojuhani Rautavaara (morto nel 2016), Cristóbal Halffter, Kaija Saariaho, Karlheinz Stockhausen (morto nel 2007) e Judith Weir hanno dato tutti un contributo importante in questo campo:
- Licht, il ciclo di sette opere di Stockhausen, iniziato nel 1977, fu completato nel 2003 con l'opera Sonntag aus Licht.
- L'opera di Judit Weir, Armida, fu trasmessa in prima visione alla televisione, invece che sul palcoscenico. Channel 4 aveva commissionato l'opera nel 2005. Il libretto, anch'esso scritto dalla Weir, prende spunto dal poema epico del 1581 di Torquato Tasso, Gerusalemme liberata, ambientandolo in un moderno conflitto mediorientale che allude ma non menziona mai specificamente la guerra in Iraq.[24] L'opera della Weir richiede materiali di scena che non possono essere usati praticamente in un teatro d'opera, come un elicottero.
- Doctor Atomic di Adams (che tratta di Robert Oppenheimer, il Progetto Manhattan e la costruzione della prima bomba atomica). L'aria di Oppenheimer Batter my heart mescola tecniche post-minimaliste con una linea vocale espressiva che richiama l'opera del XIX secolo.[23] Nell'ottobre del 2008, poco prima della prima, Adams dichiarò alla BBC Radio 3 di essere stato inserito nella lista nera del dipartimento di sicurezza nazionale e dei servizi di immigrazione, probabilmente a causa delle polemiche relative alla sua opera del 1991 The Death of Klinghoffer, basata sul dirottamento del transatlantico Achille Lauro dal Fronte di liberazione della Palestina nel 1985 e l'omicidio dei dirottatori del sessantanovenne ebreo-americano Leon Klinghoffer, costretto su una sedia a rotelle.[25]
- L'Amour de loin di Saariaho usa il suo stile orchestrale influenzato dagli spettralisti per raccontare la storia del trovatore del XII secolo Jaufré Rudel. Nell'ultimo quadro dell'Atto IV, la tecnica modernista di cellule basate su matrici di semitoni e tritoni all'interno di quinte perfette viene applicata al materiale melodico, mentre le canzoni dei trovatori sono evocate nei modelli di frasi ripetute e lo stile melodico delle frasi brevi incentrate su alcuni toni. Così le idee musicali del XII e del XX secolo si fondono in un modo unico.[23]
- Il compositore spagnolo Halffter scrisse la sua seconda e terza opera, Lazarus (2008) e Schachnovelle (2013), entrambe per la Kiel Opera House.
- Ainadamar di Golijov, vincitrice del Grammy Award (2005) parla dell'omicidio del poeta spagnolo Federico García Lorca compiuto nel 1936 dai fascisti. La colonna sonora combina musica per computer, musica concreta e dissonanza modernista con elementi della musica flamenca, della musica popolare latinoamericana e dei ritmi cubani.[23]
- Written on Skin di Benjamin, The Sacrifice di MacMillan e Rasputin di Rautavaara sono altri lavori rappresentativi.

L'opera da camera è un tipo importante di opera sviluppata a metà del XX secolo. Usa forze più piccole rispetto ad un'opera normale. Esempi del XXI secolo sono Pauline di Tobin Stokes (libretto di Margaret Atwood), The Corridor di Harrison Birtwistle, El Caballero de la triste figura di Tomás Marco e The Sound of a Voice di Philip Glass.

#### Canzone e musica corale
On Transmigration of Souls di Adams (2002) è un pezzo corale che commemora le vittime degli attacchi dell'11 settembre 2001 (per il quale ha vinto il Premio Pulitzer per la musica nel 2003). La produzione recente di Roxanna Panufnik comprende The Song of Names e All Shall be Well.
La Pasión según San Marcos di Golijov, Johannes-Passion di Gubaidulina, Water Passion di Tan Dun e Deus Passus di Wolfgang Rihm furono tutti composti per il progetto Passion 2000, attraverso il quale l'Accademia Internazionale di Bach ha commemorato il 250º anniversario della morte di J.S. Bach. Golijov, essendo ebreo e latinoamericano, ha offerto una prospettiva diversa della Passione: ha attinto a tradizioni di Cuba e Brasile, influenzate dall'Africa, dal flamenco e dalla musica barocca per creare un'opera che mette in scena la storia come un rituale, attraverso voci, danza e movimento.
Gli ultimi lavori di Henri Dutilleux (morto nel 2013) sono Correspondances e Le temps l'horloge, entrambi cicli di canzoni.

#### Lavori orchestrali
La Sinfonia n. 4 di Arvo Pärt, Los Angeles è la prima delle sue sinfonie a essere scritta dopo il 1976 ed è la prima delle sue opere a concentrarsi su una più ampia e strumentale "tintinnabulazione".
Il Concerto per violino di Oliver Knussen op. 30, scritto per Pinchas Zukerman, presentato nel 2003.
blue cathedral di Jennifer Higdon, eseguita in anteprima nel 2000, è un poema orchestrale a movimento unico ed è classificata tra le opere più rappresentate degli inizi del XXI secolo. Fu scritta in memoria di suo fratello e prevede il flauto (il proprio strumento) e il clarinetto (lo strumento del fratello) in dialogo nei registri superiori. Il lavoro evoca la forma più accessibile del modernismo di Debussy: triadi parallele negli archi ed ottoni; i cambiamenti di tono regolano le unità musicali, come le frasi, e forniscono un senso di progressione armonica e il caratteristico colore orchestrale di Debussy.
Le composizioni per orchestra di Samuel Adler di questo secolo comprendono: A Bridge to Understanding (2008), All Nature Plays (2009), Drifting on Winds and Currents (2010) e In the Spirit of Bach (2014).
Body Mandala (2006) e Speakings (2008) di Jonathan Harvey, Night Ferry di Anna Clyne, Three Illusions for Orchestra di Elliott Carter, Rainbow Body di Christopher Theofanidis, le sinfonie Ottava (2001), Nona (2012) e Decima (2013) di Peter Maxwell Davies e le sinfonie di Per Nørgård's Seventh (2006) e Eighth (2011) sono solo alcune delle altre importanti opere orchestrali prodotte in questo secolo.

#### Musica da camera e strumentale
Elliott Carter (morto nel 2012) ha scritto una grande quantità di musica per gruppi da camera e solista dal 2000. Tra questi: Tintinnabulation per sestetto di percussioni, Double Trio per tromba, trombone, percussioni, pianoforte, violino e violoncello, un trio d'archi, Hiyoku per due clarinetti e diversi nuovi pezzi nella sua serie di Retracing e Figment per solisti e Two Thoughts about the Piano. Il suo Caténaires per pianoforte solista (2006) evoca sia la trama del finale della Sonata in Si bemolle minore di Chopin che il serialismo del XX secolo.
L'ultimo grande lavoro di Stockhausen, il ciclo incompiuto di ventiquattro composizioni collettivamente intitolato Klang, è composto prevalentemente da pezzi di musica da camera.
I quartetti d'archi importanti composti dal 2000 comprendono:
- il quartetto di Hanspeter Kyburz
- il Sesto (2002), il Settimo ("Espacio de silencio", 2007), l'Ottavo ("Ausencias", 2013), e il Nono ("In memoriam Miguel de Cervantes", 2016) quartetti di Cristóbal Halffter
- due quartetti numerati - il Quinto (2006) e il Sesto (2009) - e Dum transisset I-IV (2007), Exordium (2008) e Silentium (2014) di Brian Ferneyhough
- la serie di dieci Quartetti Naxos (2001-07) di Peter Maxwell Davies.

Alla sua morte nel 2016 Davies ha anche lasciato un quartetto d'archi incompleto, op. 338, di cui solo il primo movimento è stato completato.
Il compositore tedesco Wolfgang Rihm ha esteso la sua lista di quartetti d'archi, prima con il Dodicesimo quartetto (2001), il breve Fetzen 2 (2002) e un Quartettstudie (2003-04), poi con una versione riveduta del Quartetto d'archi n. 11 (2010) e il Tredicesimo Quartetto (2011), nonché un altro breve lavoro, In Verbundenheit (2014). L'austriaco Georg Friedrich Haas ha scritto il Terzo ("In iij. Noct.", 2003) e il Quarto Quartetto d'archi (2003) e anche il compositore ungherese György Kurtág ha esteso la sua serie di quartetti (non numerati), con Six Moments Musicaux (1999-2005), Hommage à Jacob Obrecht (2004-2005) e, in collaborazione con György Kurtág junior, Zwiegespräch per quartetto d'archi ed elettronica (1999-2006).

#### Musica elettronica
La musica elettronica, elettroacustica e informatica, sperimentata nel XX secolo, continua a svilupparsi nel XXI secolo. Una delle figure più importanti nel primo sviluppo della musica elettronica, Karlheinz Stockhausen, ha composto le sue ultime opere elettroniche, Cosmic Pulses e altri otto brani derivati da esso, come le ore 13-21 del suo ciclo Klang (2005-2007).
Mario Davidovsky ha ampliato la sua serie Synchronisms, che nelle esibizioni live incorpora sia strumenti acustici che suoni elettroacustici riprodotti da un nastro. Altri compositori tra cui Mason Bates, Jean-Claude Éloy, Rolf Gehlhaar, Jon Hassell, York Höller, Hanspeter Kyburz, Mesías Maiguashca, Philippe Manoury e Gérard Pape sono attivi in questo campo. The B-Sides di Bates è una sinfonia in cinque movimenti per elettronica e orchestra e la musica di Hassell sfrutta l'insolita manipolazione elettronica del suono della tromba.

#### Multimedia e musica
I compositori classici continuano a scrivere musica da film: Philip Glass (The Hours, Naqoyqatsi e Diario di uno scandalo'), Michael Nyman (Ogni giorno), John Williams (le serie di film di Harry Potter, Indiana Jones e il regno del teschio di cristallo e Star Wars - Il risveglio della Forza) sono tra i più notevoli.
Oltre ai compositori di film e Judith Weir, citati sopra, altri compositori hanno abbracciato i crescenti progressi tecnologici del XXI secolo.
L'opera In Seven Days (2008), di Thomas Adès fu composta per un pianoforte, un'orchestra e sei schermi video. I segmenti video sono stati creati da Tal Rosner, partner civile di Adès. Polaris per orchestra e cinque schermi video è stato pubblicato nel 2011.
Nel 2008, Tan Dun (meglio conosciuto per la colonna sonora di La tigre e il dragone) è stato incaricato da Google di comporre Internet Symphony No. 1 - "Eroica" da eseguire in collaborazione con la YouTube Symphony Orchestra. Questo lavoro ha utilizzato internet per reclutare membri d'orchestra e il risultato finale è stato riunito in un video mashup, presentato in anteprima mondiale su YouTube.
Ludovico Einaudi è un altro notevole compositore che lavora nel XXI secolo, mescolando musica classica, folk, pop, rock e world music. Il polistilismo e l'eclettismo musicale sono quindi importanti. Venne alla ribalta nel 1996 con il suo album per pianoforte Le Onde ed è ancora molto popolare in Gran Bretagna e in Italia. Il suo ultimo lavoro è Elements, per piano, elettronica e orchestra (2014) e ha scritto la colonna sonora di This Is England (2006) e dei suoi sequel (2010, 2011 e 2015), la musica del trailer di Il cigno nero (2010) e l'album classico Una Mattina (2004). Il suo album In a Time Lapse è stato pubblicato il 21 gennaio 2013, con tournée di supporto negli Stati Uniti e in Canada.

### Compositori
Compositori importanti comprendono Nico Muhly, Eric Whitacre, Michael Finnissy, Paulo Costa Lima, Magnus Lindberg e Michael van der Aa.

#### Compositrici
Roxanna Panufnik, nell'intervista di cui sopra con la BBC, dice:
Importanti compositrici che lavorano nel XXI secolo (non già citati in questo articolo) comprendono Chaya Czernowin, Unsuk Chin, Gabriela Lena Frank, Liza Lim, Meredith Monk, Onutė Narbutaitė, Olga Neuwirth, Rebecca Saunders, Linda Catlin Smith, Joan Tower e Agata Zubel.

#### Compositori importanti deceduti
Diversi importanti compositori attivi nel XX secolo sono morti nella prima parte del XXI secolo. Questi comprendono: Dutilleux, Maxwell Davies, Rautavaara, Stockhausen e Tavener (già menzionato); Maryanne Amacher, un'artista dell'installazione e compositrice sperimentale; Milton Babbitt i cui lavori finali includevano canzoni, musica da camera e concerti per orchestra (2004); Hans Werner Henze la cui opera L'Upupa und der Triumph der Sohnesliebe fu eseguita in anteprima nel 2003, seguita da Sebastian im Traum (2004) per grande orchestra e l'opera Phaedr (2007); Peter Lieberson il cui Shing Kham per percussioni e orchestra (2010-11) è stato completato da Oliver Knussen e Dejan Badnjar dopo la sua morte; John McCabe i cui lavori finali comprendono la settima sinfonia (Labyrinth) e la musica da camera; Emmanuel Nunes del quale il pezzo La Main noire per 3 viole (2006-2007)era basato sulla sua opera Das Märchen e Peter Sculthorpe del quale Thoughts from Home per piano era destinato a far parte della Gallipoli Symphony per l'Anzac Day (2015).

#### Altri importanti compositori attivi nel XXI secolo
Quelli ancora attivi (e non già menzionati) comprendono:
Georges Aperghis
Gerald Barry
Robert Beaser
Michael Berkeley
Boudewijn Buckinx
Richard Danielpour
Michel Decoust
Joël-François Durand
Julio Estrada
Frans Geysen
Alexander Goehr
Heinz Holliger
Toshio Hosokawa
André Laporte
Mario Lavista
Paulo Costa Lima
Magnus Lindberg
Scott Perkins
Matthias Pintscher
Michael Pisaro
Robert H.P. Platz
Max Richter
Kurt Schwertsik
Salvatore Sciarrino
Bright Sheng
Juan María Solare
Valentyn Sylvestrov
Gilles Tremblay
Mark-Anthony Turnage
Kevin Volans
Nigel Westlake
Jörg Widmann
Charles Wuorinen
Hans Zender
Walter Zimmermann

## Esecuzione della musica del XXI secolo
Durante la prima parte del XX secolo la nuova musica era generalmente scritta ed eseguita da circoli ristretti di musicisti: Schoenberg fondò la Society for Private Musical Performances un'organizzazione per soli membri che deliberatamente teneva fuori i membri del pubblico "cercatori di sensazioni" e altre società, come l'International Composers' Guild fondata da Varèse e sostenuta da Carl Ruggles, erano ugualmente percepite come élitiste. Nella seconda metà del secolo questo iniziò a cambiare quando i compositori iniziarono di nuovo ad abbracciare un pubblico più ampio.
Nel XXI secolo ci sono un certo numero di musicisti e gruppi il cui scopo principale è la promozione della nuova musica:
- Pierre-Laurent Aimard, Pianista francese
- Alarm Will Sound, Orchestra da camera composta da 20 membri
- Arditti Quartet, guidato dal violinista britannico Irvine Arditti
- Asko|Schönberg, Orchestra da camera olandese con sede ad Amsterdam
- Bang on a Can, un'organizzazione fondata dai compositori americani Julia Wolfe, David Lang e Michael Gordo
- Marco Blaauw, Trombettista olandese
- Ensemble Musikfabrik, da Cologna
- Ensemble Modern, un gruppo internazionale con sede a Francoforte
- Ensemble recherche, con sede a Friburgo
- The Esoterics, un gruppo vocale con sede a Seattle, Washington
- Judd Greenstein, un compositore e promotore americano di nuova musica a New York
- Michael Gielen, Direttore d'orchestra austriaco
- Peter Hannan, Suonatore canadese di flauto dolce
- Oliver Knussen, direttore d'orchestra britannico
- Kronos Quartet, un quartetto d'archi con oltre 750 nuovi lavori scritti per loro
- International Contemporary Ensemble, o ICE, un gruppo che ha eseguito in anteprima oltre 500 nuovi lavori
- Claire Chase, Flautista americano, fondatore di ICE (International Contemporary Ensemble)
- Nicholas Isherwood, Basso di origine americana

- Reinbert de Leeuw, Direttore d'orchestra, pianista e compositore olandese
- Christian Lindberg, Trombonista svedese
- London Sinfonietta, orchestra da camera
- Paul Méfano, direttore d'orchestra e compositore francese
- Les Percussions de Strasbourg, Gruppo di percussionisti francesi
- Steven Schick, Percussionista americano
- Peter Serkin, Pianista americano
- Greg Anderson e Elizabeth Roe, pianisti che eseguono regolarmente duetti e lavori per due pianoforti
- Alan Gilbert e la New York Philharmonic
- Michele Marelli, Clarinettista italiano
- Ludovic Morlot, direttore d'orchestra francese
- Esa-Pekka Salonen, Direttore d'orchestra finlandese
- Robert Spano, direttore d'orchestra americano
- Harry Sparnaay, Clarinettista basso olandese
- Tambuco, gruppo messicano di percussionisti
- Theatre of Voices, un gruppo vocale internazionale con sede a Copenaghen
- Frances-Marie Uitti, violoncellista olandese di origini americane